# Drac
Drac er en flod i departementerne Hautes-Alpes og Isère i den sydøstlige del af Frankrig. Den er er en biflod fra venstre til Isère (biflod til Rhône); Drac er 130 km lang, med et afvandingsområde på 3.350 km². Floden dannes ved sammenløbet af floderne Drac Noir og Drac Blanc, som begge har deres udspring i den sydlige del af Massif des Écrins.
Den løber gennem flere reservoirer, blandt andre Lac de Monteynard-Avignonet. Den munder ud i Isère ved Grenoble. Den største biflod er Romanche.
Navnet Drac, oprindelig Drau, kommer fra det occitanske drac – «smådjævel», som igen stammer fra det latinske dracō – «drage». Det er dokumenteret i som Dracum (c. 1100), Dravus (1289), og ribière dou Drau (1545). I mange legender er «drac occitan» en ond vandånd, eller endog en form af Satan, som trækker børn til sig og drukner dem.[kilde mangler]
I december 1995 blev seks børn og deres lærer trukket ned i floden da vandstanden steg som følge af, at dæmningslugerne blev åbnet. De var der for at se bævere, men omkom alle.

## Galleri
- Bifloden La Séveraisse
- Bifloden La Souloise
- Bifloden La Bonne
- Bifloden L'Ébron
- Bifloden La Romanche
- Bifloden La Gresse

## Opdæmning
Drac opdæmmes af blandt andet Barrage du Sautet og Barrage de Monteynard. Mindre opdæmninger er Barrage Saint-Pierre Cognet og Barrage Notre-Dame-de Commiers.
- Barrage du Sautet
- Barrage du Sautet
- Barrage de Monteynard
- Lac et barrage de Monteynard
- Barrage de Notre-Dame-de-Commiers
- Lac de Notre-Dame-de-Commiers

## Bifloder og tilløb
Blandt bifloder og vandløb, der løber til Drac er blandt andet:
- La Séveraisse[21][22]
- La Souloise[23][24]
- La Sézia[25]
- La Bonne[26][27]
- La Jonche[28][29]
- L'Ébron[30][31]
- La Romanche[32][33]
- La Gresse[34][35]
- Le Lavanchon[36][37]

Vist i rækkefølge fra Dracs øverste løb og nedefter. Væsentligste bidrag af vand, efter La Romanche, er La Séveraisse og dernæst La Bonne. Drac har mere end 80 bifloder og tilløb. De viste bifloder er alle over 10 kilometers længde.